# John McCracken Robinson
Pour les articles homonymes, voir John Robinson, Robinson et McCracken.
John McCracken Robinson, né le 10 avril 1794 et décédé le 25 avril 1843, est un homme politique américain, membre du Parti démocrate et sénateur de l'Illinois de 1830 à 1841.